# Nati nel 1645
| Questa pagina contiene informazioni ricavate automaticamente dalle voci biografiche con l'ausilio del template Bio e di un bot. L'aggiornamento è periodico e automatico e ricostruisce completamente la pagina. Se manca una persona in questa lista, sei pregato di non aggiungerla, ma accertati piuttosto che la sua voce biografica contenga il template Bio e che i dati anagrafici siano correttamente compilati. Se il template Bio manca, inseriscilo tu stesso o, in alternativa, metti l'avviso {{tmp\|Bio}} che ne segnala la mancanza. Se i dati riportati sono sbagliati, correggi direttamente la voce biografica; le modifiche saranno visibili in questa lista entro pochi giorni. Per chiarimenti vedi il progetto biografie. La lista contiene solo le 83 persone che sono citate nell'enciclopedia e per le quali è stato implementato correttamente il template Bio. Pagina aggiornata al 10 ago 2025. |

## Gennaio(4)
- 4 gennaio - Andrea Biffi, architetto italiano († 1686)
- 11 gennaio - Matthias Rauchmüller, scultore tedesco († 1686)
- 22 gennaio - William Kidd, pirata scozzese († 1701)
- 29 gennaio - Rennequin Sualem, inventore belga († 1708)

## Febbraio(4)
- 9 febbraio - Johann Aegidius Bach, organista, violinista e direttore d'orchestra tedesco († 1716)
- 13 febbraio - Vere Fane, IV conte di Westmorland, politico inglese († 1693)
- 22 febbraio - Johann Ambrosius Bach, musicista tedesco († 1695)
- 22 febbraio - Johann Christoph Bach, musicista tedesco († 1693)

## Marzo(3)
- 16 marzo - Enrico Alberto di Cossé-Brissac, nobile francese († 1698)
- 20 marzo - Gabriel Kessler, pittore austriaco († 1719)
- 25 marzo - Marco Battista Battaglini, vescovo cattolico e antiquario italiano († 1717)

## Aprile(4)
- 9 aprile - Giovanni Fossa, pittore italiano († 1732)
- 13 aprile - Jacopo Antonio Pozzo, religioso e architetto italiano († 1721)
- 22 aprile - Cristina di Baden-Durlach, principessa tedesca († 1705)
- 29 aprile - Bernardino Marinali, miniatore italiano († 1728)

## Maggio(3)
- 3 maggio - Pierre de Troyes, militare francese († 1688)
- 15 maggio - George Jeffreys, magistrato inglese († 1689)
- 29 maggio - Isabella Tomasi, religiosa e nobile italiana († 1699)

## Giugno(6)
- 4 giugno - Giovanna Maria di Monaco, principessa monegasca († 1694)
- 11 giugno - Anthony Grey, XI conte di Kent, nobile inglese († 1702)
- 14 giugno - Haquin Spegel, arcivescovo luterano svedese († 1714)
- 15 giugno - Giuseppe Cino, architetto e scultore italiano († 1722)
- 15 giugno - Sidney Godolphin, I conte di Godolphin, nobile e politico britannico († 1712)
- 23 giugno - Lazzaro Agostino Cotta, avvocato, storiografo e poeta italiano († 1719)

## Luglio(3)
- 7 luglio - Carlo Teodoro di Salm, nobile tedesco († 1710)
- 11 luglio - Michael Wening, incisore tedesco († 1718)
- 28 luglio - Margherita Luisa d'Orléans, nobile francese († 1721)

## Agosto(7)
- 10 agosto - Eusebio Francesco Chini, gesuita, missionario e geografo italiano († 1711)
- 13 agosto - Alessandro III Sanvitale, nobile e mecenate italiano († 1727)
- 14 agosto - Carlos de Sigüenza y Góngora, messicano († 1700)
- 16 agosto - Jean de La Bruyère, scrittore e aforista francese († 1696)
- 20 agosto - Ercole Visconti, arcivescovo cattolico e diplomatico italiano († 1712)
- 22 agosto - Geneviève Boullogne, pittrice francese († 1708)
- 30 agosto - Giuseppe Avanzi, pittore italiano († 1718)

## Settembre(3)
- 6 settembre - Giovanni Filippo Certani, presbitero italiano († 1717)
- 10 settembre - Ferdinando Nuzzi, cardinale e arcivescovo cattolico italiano († 1717)
- 21 settembre - Louis Jolliet, esploratore francese († 1700)

## Ottobre(3)
- 16 ottobre - Lorenzo Casoni, cardinale e arcivescovo cattolico italiano († 1720)
- 21 ottobre - Cristina Carlotta di Württemberg, nobile († 1699)
- 26 ottobre - Aert de Gelder, pittore olandese († 1727)

## Novembre(4)
- 1º novembre - Tomas Pereira, presbitero, missionario e musicista portoghese († 1708)
- 6 novembre - Johann Gottfried von Guttenberg, vescovo cattolico tedesco († 1698)
- 17 novembre - Nicolas Lémery, chimico e medico francese († 1715)
- 30 novembre - Andreas Werckmeister, compositore, organista e teorico della musica tedesco († 1706)

## Dicembre(4)
- 3 dicembre - Augustyn Michał Stefan Radziejowski, cardinale e arcivescovo cattolico polacco († 1705)
- 6 dicembre - Maria De Dominici, pittrice, scultrice e monaca cristiana maltese († 1703)
- 16 dicembre - Nicola Grimaldi, cardinale italiano († 1717)
- 27 dicembre - Giovanni Antonio Viscardi, architetto svizzero († 1713)

## Senza giorno specificato(35)
- Giulio Avellino, pittore italiano († 1700)
- Michele Angelo Borio, militare italiano († 1728)
- Placido Celi, pittore italiano († 1710)
- Lorenzo Centurione, doge († 1735)
- Johann Georg Conradi, compositore e direttore d'orchestra tedesco († 1699)
- Elia X, vescovo cristiano orientale siro († 1700)
- Filippo Evans, religioso gallese († 1679)
- Alexandre Olivier Exquemelin, pirata, scrittore e storico francese († 1707)
- Marco Galli, matematico italiano († 1700)
- Diana Gonzaga, nobile italiana († 1730)
- Jakob Gronov, filologo classico olandese († 1716)
- John Hay, II marchese di Tweeddale, nobile scozzese († 1713)
- Hong Sheng, drammaturgo cinese († 1704)
- René-Antoine Houasse, pittore e decoratore francese († 1710)
- James Annesley, II conte di Anglesey, nobile irlandese († 1690)
- Nicholas Kalliakis, filosofo, teologo e letterato greco († 1707)
- Johann Löhner, compositore e organista tedesco († 1705)
- Francesco Maria Mezzabarba Birago, nobile, numismatico e giurista italiano († 1697)
- John Mill, teologo e grecista inglese († 1707)
- Caterina Mongardi, pittrice italiana († 1680)
- Daniel Montbars, pirata francese
- Mulay Isma'il, sultano marocchino († 1727)
- Anselmo de la Peña, vescovo cattolico spagnolo († 1729)
- Francesco Pittoni, pittore italiano († 1724)
- Rami Mehmed Pascià, politico e poeta ottomano († 1706)
- Giuseppe Rolli, pittore e incisore italiano († 1727)
- Giuseppe Girolamo Semenzi, presbitero, scrittore e storico italiano († 1706)
- Anna Maria Sirani, pittrice italiana († 1715)
- Jan van Somer, pittore, disegnatore e incisore olandese
- Sürmeli Ali Pascià, militare ottomano († 1695)
- Edward Taylor, poeta, teologo e medico statunitense († 1729)
- Pëtr Andreevič Tolstoj, politico russo († 1729)
- François de Troy, pittore francese († 1730)
- Giovanni Battista Visconti Aicardi, vescovo cattolico italiano († 1713)
- Robert White, incisore, pittore e disegnatore inglese († 1703)